# ویتخ توکا
وُیتِخ توکا (اسلواکی: Vojtech Tuka; ۴ ژوئیهٔ ۱۸۸۰ – ۲۰ اوت ۱۹۴۶) سیاستمدار اهل اسلواکی بود که بین سال‌های ۱۹۳۹ و ۱۹۴۵ نخست‌وزیر و وزیر امور خارجه جمهوری اول اسلواکی بود. توکا یکی از نیروهای اصلی تبعید یهودیان اسلواکی به اردوگاه‌های کار اجباری نازی در لهستان تحت اشغال آلمان بود. او رهبر جناح رادیکال حزب خلق اسلواکی بود.